# رولاند يوهاس
رولاند جوهاز (بالمجرية: Juhász Roland)‏ (مواليد 1 يوليو 1983 في سيغليد) لاعب كرة قدم مجري دولي يجيد اللعب في خط الدفاع . يلعب حاليا لصالح نادي آندرلخت البلجيكي منذ 2005 .

## روابط خارجية
- رولاند يوهاس على موقع الاتحاد الأوربي (الإنجليزية)
- رولاند يوهاس على موقع قاعدة بيانات كرة القدم.إي يو (الإنجليزية)
- رولاند يوهاس على موقع ناشيونال فوتبول تيمز (الإنجليزية)
- رولاند يوهاس على موقع Soccerbase.com (لاعب) (الإنجليزية)
- رولاند يوهاس على موقع Soccerway.com (الإنجليزية)
- رولاند يوهاس على موقع عالم كرة القدم.نت (الإنجليزية)
- رولاند يوهاس على موقع AS.com (الإسبانية)